# Liste von Kriegen und Schlachten im 15. Jahrhundert
Weiß hinterlegte Schlachten gehören zu dem im orangefarbenen Feld über ihnen genannten Krieg. Schlachten, bei denen eine eindeutige Zuordnung zu einem Krieg nicht möglich ist, sind gelblich hinterlegt.

## 15. Jahrhundert
| Wann                                                          | Schlachtname                       | Wo                                | Anmerkungen                                                         |
| ------------------------------------------------------------- | ---------------------------------- | --------------------------------- | ------------------------------------------------------------------- |
| 1402, 20. Juli                                                | Schlacht bei Ankara                |                                   | Timuriden besiegen die Osmanen                                      |
| 1402–1515 – Ennetbirgische Feldzüge                           |                                    |                                   |                                                                     |
| 1449, 6. Juli                                                 | Schlacht bei Castione              |                                   |                                                                     |
| 1422, 30. Juni                                                | Schlacht bei Arbedo                |                                   | Herzogtum Mailand besiegt die Alte Eidgenossenschaft                |
| 1478, 28. Dezember                                            | Schlacht bei Giornico              |                                   |                                                                     |
| Fortsetzung unter 16. Jahrhundert                             |                                    |                                   |                                                                     |
| 1404                                                          | Schlacht in der Süderhamme         |                                   | Dithmarschen besiegt Holstein                                       |
| 1412, 24. Oktober                                             | zweite Schlacht am Kremmer Damm    |                                   | Pommern über die Brandenburger                                      |
| 1412–? – Fleglerkrieg                                         |                                    |                                   |                                                                     |
| 1419–1433 – Hussitenkriege                                    |                                    |                                   |                                                                     |
| 1419, 2. Dezember                                             | Schlacht bei Nekmíř                |                                   | Hussitischer Rückzug                                                |
| 1420, 25. März                                                | Schlacht bei Sudoměř               |                                   | Sieg der Hussiten über Kreuzfahrer                                  |
| 1420, 14. Juli                                                | Schlacht am Veitsberg (Žižkaberg)  |                                   | Sieg der Hussiten über Kreuzfahrer                                  |
| 1420, 16. August bis 1. November                              | Schlacht bei Vyšehrad              |                                   | Sieg der Hussiten über Kreuzfahrer                                  |
| 1422, 10. Januar                                              | Schlacht bei Deutsch Brod          |                                   | Sieg der Hussiten über Kreuzfahrer                                  |
| 1423, 27. April                                               | Schlacht bei Horschitz             |                                   | Sieg der Taboriten über Utraquisten                                 |
| 1426, 16. Juni                                                | Schlacht bei Aussig                |                                   | Sieg der Hussiten über Kreuzfahrer                                  |
| 1427, 4. August                                               | Schlacht bei Mies                  |                                   | Sieg der Hussiten über Kreuzfahrer                                  |
| 1431, 14. August                                              | Schlacht bei Taus                  |                                   | Schlacht bei Taus                                                   |
| 1433, 21. September                                           | Schlacht bei Hiltersried           |                                   | Sieg der Oberpfälzer über Hussiten                                  |
| 1434, 30. Mai                                                 | Schlacht von Lipan                 |                                   | Sieg der katholisch-utraquistischen Böhmischen Liga über Taboriten  |
| 1423–1430 – Erster Venezianischer Türkenkrieg                 |                                    |                                   |                                                                     |
| 1436–1450 – Alter Zürichkrieg                                 |                                    |                                   |                                                                     |
| 1443, 22. Juli                                                | Schlacht bei St. Jakob an der Sihl |                                   | Eidgenossen besiegen die Stadt Zürich                               |
| 1444, 26. August                                              | Schlacht bei St. Jakob an der Birs |                                   | Armagnaken besiegen Eidgenossen                                     |
| 1446, 6. März                                                 | Schlacht bei Ragaz                 |                                   | Eidgenossen besiegen Habsburg                                       |
| 1444, 10. November                                            | Schlacht bei Warna                 | Bulgarien                         | Osmanen besiegen die Ungarn                                         |
| 1445–1451 – Sächsischer Bruderkrieg                           |                                    |                                   |                                                                     |
| 1453, 2. April bis 29. Mai                                    | Schlacht um Konstantinopel         | Konstantinopel                    | Türken besiegen Byzantiner                                          |
| 1455–1487 – Rosenkriege                                       |                                    |                                   |                                                                     |
| 1455, 22. Mai                                                 | Erste Schlacht von St Albans       |                                   |                                                                     |
| 1459, 23. September                                           | Schlacht von Blore Heath           |                                   |                                                                     |
| 1459, 12. Oktober                                             | Schlacht von Ludlow                |                                   |                                                                     |
| 1460, 10. Juli                                                | Schlacht von Northampton           |                                   |                                                                     |
| 1460, 30. Dezember                                            | Schlacht von Wakefield             |                                   |                                                                     |
| 1461, 2. Februar                                              | Schlacht von Mortimer’s Cross      |                                   |                                                                     |
| 1461, 22. Februar                                             | Zweite Schlacht von St Albans      |                                   |                                                                     |
| 1461, 28. März                                                | Schlacht bei Ferrybridge           |                                   |                                                                     |
| 1461, 29. März                                                | Schlacht von Towton                |                                   |                                                                     |
| 1464, 25. April                                               | Schlacht von Hedgeley Moor         |                                   |                                                                     |
| 1464, 15. Mai                                                 | Schlacht von Hexham                |                                   |                                                                     |
| 1469, 26. Juli                                                | Schlacht von Edgecote Moor         |                                   |                                                                     |
| 1470, 12. März                                                | Schlacht von Losecote Field        |                                   |                                                                     |
| 1471, 14. April                                               | Schlacht von Barnet                |                                   |                                                                     |
| 1471, 4. Mai                                                  | Schlacht von Tewkesbury            |                                   |                                                                     |
| 1485, 22. August                                              | Schlacht von Bosworth Field        |                                   | Heinrich Tudor besiegt Richard III.                                 |
| 1487, 16. Juni                                                | Schlacht von Stoke                 |                                   |                                                                     |
| 1449, 1. September                                            | Schlacht bei Waldstetten           |                                   |                                                                     |
| 1461/62 – Mainzer Stiftsfehde                                 |                                    |                                   |                                                                     |
| 1463–1479 – Zweiter Venezianischer Türkenkrieg                |                                    |                                   |                                                                     |
| 1465, 16. Juli                                                | Schlacht bei Montlhéry             |                                   |                                                                     |
| 1467–1477 – Ōnin-Krieg in Japan                               |                                    |                                   |                                                                     |
| 1474–1477 – Burgunderkriege                                   |                                    |                                   |                                                                     |
| 1474, 13. November                                            | Schlacht bei Héricourt             | Héricourt, Freigrafschaft Burgund | Eidgenossen und Verbündete besiegen Burgund                         |
| 1475, 13. November                                            | Schlacht auf der Planta            | bei Sitten im Wallis (Schweiz)    | die sieben Zenden und Bern besiegen Savoyen                         |
| 1476, 2. März                                                 | Schlacht bei Grandson              | Schweiz                           | Eidgenossen besiegen Burgund                                        |
| 1476, 22. Juni                                                | Schlacht bei Murten                | Schweiz                           | Eidgenossen und Verbündete besiegen Burgund                         |
| 1477, 5. Januar                                               | Schlacht bei Nancy                 | Burgund                           | Eidgenossen und Verbündete besiegen Burgund                         |
| 1476, 17. März                                                | Schlacht von Toro                  | bei Toro, Spanien, am Duero       | Isabella die Katholische schlägt die portugiesische Königin Johanna |
| 1479, 17. August                                              | Schlacht bei Guinegate             |                                   |                                                                     |
| 1480                                                          | Stehen an der Ugra                 | Russland                          | Goldene Horde verliert Herrschaft über Russland                     |
| 1484, 11. Mai                                                 | Schlacht bei Leitzersdorf          | Österreich                        | Ungarn besiegen Kaiser Friedrich III.                               |
| 1489/90 – St. Gallerkrieg                                     |                                    |                                   |                                                                     |
| 1493–1593 – Kroatisch-türkischer Krieg                        |                                    |                                   |                                                                     |
| 1493, 9. September                                            | Schlacht auf dem Krbava-Feld       |                                   |                                                                     |
| 1543, 24. August (?)                                          | Schlacht bei Otočac                |                                   |                                                                     |
| 1494–1559 – Italienkriege (Fortsetzung unter 16. Jahrhundert) |                                    |                                   |                                                                     |
| 1499 – Schwabenkrieg (Schweizerkrieg)                         |                                    |                                   |                                                                     |
| 1499, 22. März                                                | Gefecht am Bruderholz              |                                   |                                                                     |
| 1499, 11. April                                               | Schlacht bei Schwaderloh           |                                   | Eidgenossen besiegen Schwäbischen Bund                              |
| 1499, 20. April                                               | Schlacht bei Frastanz              |                                   | Eidgenossen besiegen Schwäbischen Bund                              |
| 1499, 22. Mai                                                 | Schlacht an der Calven             |                                   |                                                                     |
| 1499, 22. Juli                                                | Schlacht bei Dornach               |                                   | Eidgenossen besiegen Schwäbischen Bund                              |
| 1499–1503 – Dritter Venezianischer Türkenkrieg                |                                    |                                   |                                                                     |
| 1500, 17. Februar                                             | Schlacht bei Hemmingstedt          |                                   | Dithmarschen besiegt Dänemark und Holstein                          |